# Chirilagua
Chirilagua è un comune del Dipartimento di San Miguel, in El Salvador.